# 尾沢敏明
尾沢 敏明（おざわ としあき、1958年 - 2021年10月12日）は、日本のイラストレーター、グラフィックデザイナー、政治家。本名は尾澤 敏明（おざわ としあき）。選挙活動等では尾沢 としあき（おざわ としあき）と表記されることもある。
東京都稲城市議会議員（1期）などを歴任した。

## 来歴

### 生い立ち
1958年（昭和33年）、東京都新宿区にて生まれた。3歳で父を亡くし、以降は母がアパート経営で生計を支えていた。その後、南多摩郡稲城町に転居し、稲城市立稲城中学校、東京都立府中東高等学校を卒業した。1979年（昭和54年）に桑沢デザイン研究所を卒業し、アド・プロジェクトに入社した。その後、クリエイト・リキに移った。『月刊漫画ガロ』に入選したことを機に、イラストレーターとして独立する。

### イラストレーターとして
代表的な作品としては、1988年（昭和63年）から複数年にわたって西武新宿ぺぺ&アメリカン・ブルバードの広告を手がけ、駅貼りポスターや中刷りポスターなどのイラストレーションを担当した。東日本旅客鉄道のキャンペーン「小さな旅」のポスターや、全国共済農業協同組合連合会のJA共済のポスターやパンフレットなど一連のイラストレーションを担当した。出版物関連では、ワークスコーポレーションの雑誌『DTP WORLD』にて、創刊号から3年にわたって表紙のイラストレーションを手がけた。近年では、小学館の絵本『しつけえほん おやこでのびのび』などを手がけている。また、TBS系列にて放送されたテレビドラマ『ママチャリ刑事』では、タイトルを手がけるとともに、劇中に登場したキャラクターも担当している。

### 政治家として
2015年（平成27年）4月26日の稲城市議会議員選挙にて、公明党の公認を受け立候補し、初当選を果たした。前任者の任期満了は同年4月30日のため、翌日付で議員に就任した。選挙期間中は、公明党代表の山口那津男らから応援演説を受けた。また、政治評論家の森田実から、色紙にしたためた為書きを受けている。
しかし、体調不良により稲城市議会議員を1期で引退した。癌が見つかり余命3か月と宣告されたものの、6年間にわたって闘病生活を送っていた。しかし、癌による呼吸不全により2021年（令和3年）10月12日午前に死去した。

## 政策・主張
JR武蔵野線の新駅設置
東京都稲城市にJR武蔵野線の新駅設置を提案している。JR武蔵野線の鶴見駅‐府中本町駅間は事実上、貨物列車専用となっているため、通常であれば稲城市では旅客列車は運行されていない。しかし、尾沢は同区間にてホリデー快速鎌倉が臨時列車として運行されている点を指摘し、京王相模原線の稲城駅のすぐ横にJR武蔵野線が敷設されていることから、そこに新駅を開設することで南北の交通アクセスが改善すると主張している。

## 家族・親族
双子の兄である尾沢とし和も、同じく桑沢デザイン研究所に通った。造形制作師などを経て、同じくイラストレーターとなった。敏明の死去に際しては、とし和からコメントが発表された。

## 略歴
- 1958年 - 東京都新宿区にて誕生。
- 1979年 - 桑沢デザイン研究所卒業。
- 1979年 - アド・プロジェクト入社。
- 1981年 - クリエイト・リキ入社。
- 2021年 - 死去[7]。

## 賞歴
- 1982年 - 『月刊漫画ガロ』入選。
- 1986年 - 講談社童画グランプリ入選。
- 1987年 - 講談社童画グランプリ入選。
- 1988年 - 講談社童画グランプリ入選。
- 1989年 - 講談社年鑑日本のイラストレーション入選。
- 1990年 - 講談社年鑑日本のイラストレーション入選。
- 1991年 - 講談社年鑑日本のイラストレーション入選。
- 1992年 - 講談社年鑑日本のイラストレーション入選。
- 1993年 - 講談社年鑑日本のイラストレーション入選。
- 1994年 - 講談社年鑑日本のイラストレーション入選。
- 1996年 - 玄光社イラストレーションファイル入選。
- 1997年 - 玄光社イラストレーションファイル入選。
- 1998年 - 玄光社イラストレーションファイル入選。
- 1999年 - 玄光社イラストレーションファイル入選。
- 2000年 - 玄光社イラストレーションファイル入選。
- 2001年 - 玄光社イラストレーションファイル入選。
- 2002年 - 玄光社イラストレーションファイル入選。
- 2003年 - 玄光社イラストレーションファイル入選。
- 2004年 - 玄光社イラストレーションファイル入選。
- 2005年 - 玄光社イラストレーションファイル入選。
- 2006年 - 玄光社イラストレーションファイル入選。
- 2007年 - 玄光社イラストレーションファイル入選。
- 2008年 - 玄光社イラストレーションファイル入選。
- 2009年 - 玄光社イラストレーションファイル入選。
- 2010年 - 玄光社イラストレーションファイル入選。

## 作品

### 書籍

#### 単著
- 尾沢敏明著『おっとぼけトーサンの子育てパラダイス』主婦の友社、1996年。ISBN 4072201502

#### 挿絵、表紙絵、等
- 小松江里子著『ママチャリ刑事』1巻、光文社、1999年。ISBN 4334727751
- 小松江里子著『ママチャリ刑事』2巻、光文社、1999年。ISBN 4334727921